# Cratere Kamativi
Kamativi  è un cratere sulla superficie di Marte.